# Lars Ostenfeld
Lars Henrik Ostenfeld (født 25. august 1969) er en dansk filminstruktør, Forfatter og Fotograf.
Han er en dansk filmfotograf, instruktør og forfatter, der gennem sine film og bøger har formidlet natur og biodiversitet. Hans forfatterskab afspejler han engagement i natur og naturformidling. Lars Ostenfeld er medstifter af SoMe Science Akademiet. 

## Into The Ice
I 2022 udkom dokumentarfilmen Into The Ice, skrevet og instrueret af Lars Ostenfeld. Into The Ice var den mest sete film på filmfestivalen CPH:DOX 2022.
Filmen blev vist på festivaler i 25 lande og vandt en pris ved Jackson Wild Media Award prisuddeling inden for naturfilmgenren. Into The Ice blev vist på BBC 19. oktober, 2022.
Into the Ice følger tre forskere, der sammen undersøger, hvor hurtigt indlandsisen smelter. Filmen viser de faktiske konsekvenser ved klimaændringer på indlandsisen.

## Tv-arbejdet
Lars Ostenfeld har bidraget til miljødebatten i Danmark, og været på forkant med at bringe denne ind i mainstream på de store danske tv-kanaler. Særligt har Lars Ostenfeld deltaget i de fokuserede kampagner om natur og biodiversitet som DR og TV2 slog ind på fra 2016 og frem. Han har i mange år arbejdet for Danmarks Radios børne-tv, hvor han blandt andet er kendt for dokumentarserien ”Naturpatruljen” og julekalenderen ”Sebastians jul”, som han var med til at skrive og instruere. Lars Ostenfeld har gennem en periode på 5 år arbejdet på DR Videnskab, hvor han bl.a. bidrog til den omfattende debat om vilde ulve i Danmark, ved at være med til at filme nedskydningen af en vild ulv, som gav bølger i udlandet og endte med domfældelse af gerningsmanden. Hans arbejde på TV2 Fri inkluderer introduktionen af den populære teknologi “second screen”, hvor live udsendelser tilføjes diskussion via sociale medier. Lars Ostenfeld har været i mediernes søgelys for at have brugt opstillinger og tamme dyr til visse scener i Danmarks Radios store opsætning om dansk naturliv “Vilde Vidunderlige Danmark”. På trods af kritikken, stod alle medvirkende i produktionen inde for metoderne, og serien blev senere nomineret til en Robert. Lars Ostenfeld modtog sammen med Kåre Vedding Poulsen en Pris Italia i 2021 for DR-produktionen ”Fiskebanko”.

## Udvalg i produktion, der har modtaget nominering eller pris
- Into The Ice - Vinder af Jackson Wild Media Award[11]
- Fiskebanko vinder af Pris Italia - Webinteractive[12]
- Æggebanko, har modtaget TV Prisen[13]
- Afrikas Øje, har modtaget TV-Prisen
- Smerteeksperimentet, nomineret til Tv-prisen.
- Live fra Tarmen, nomineret til Tv-prisen.
- Ulvedrabet, nomineret til Tv-prisen
- Naturen Live, nomineret til Tv-prisen
- Live fra Verdensrummet, nomineret til Tv-prisen.
- Vilde Vidunderlige Danmark, nomineret til Tv-prisen samt nomineret til Robert
- Fiskebanko, nomineret til Prix Europa[14] og International Format Awards[15]
- Kærestesorgens DNA, har modtaget Kravlingprisen.
- Grantræet nomineret på bla Ekko Shortlist Awards og Wildscreen Festival[16] til festivalens Panda Award.
- Naturpatruljen modtaget TDC Børnepris [17]

## Forfatter
Lars Ostenfeld har udgivet 15 bøger gennem Politikens Forlag, Alvilda, Carlsen og DR forlag. I samarbejde med Sebastian Klein har han begået bøger for børn og unge. Det fælles værk ”Gæt en lort”, skrevet på baggrund af tv-serien Naturpatruljen, blev nomineret til Orla-prisen 2010.

## Familierelationer og notabiliteter i familiehistorien
Lars H. Ostenfeld er Gift med Lotte Ostenfeld. De har tre børn; Arthur Henrik Ostenfeld, Albert Henrik Ostenfeld, Agathe Ostenfeld. Lars Ostenfelds far, Klaus H. Ostenfeld (de) er mangeårig ansat i COWI og hovedingeniør på flere store byggerier i Danmark, herunder Storebæltsbroen
Lars Ostenfelds farfar var Overlæge, dr.med., psykiater, forfatter Ib Ostenfeld  (18. april 1902 - 7. feb. 1995), mens hans farbror var Christen Ostenfeld, som er grundlægger af COWI.
Lars Ostenfelds oldemor, Johanne Elisabeth Ostenfelds (født Pontoppidan) (15. jan. 1868 - 15. mar. 1959) var lillesøster til den danske forfatter Henrik Pontoppidan (24. juli 1857- 21. aug. 1943). Lars Henrik Ostenfelds mellemnavn, “Henrik” er navngivet efter Henrik Pontoppidan.